# (14143) Hadfield
(14143) Hadfield est un astéroïde de la ceinture principale.

## Description
(14143) Hadfield est un astéroïde de la ceinture principale. Il fut découvert le 18 septembre 1998 à Kitt Peak par le projet Spacewatch. Il présente une orbite caractérisée par un demi-grand axe de 2,38 UA, une excentricité de 0,14 et une inclinaison de 6,0° par rapport à l'écliptique.

## Compléments